# 弗拉斯坦茨

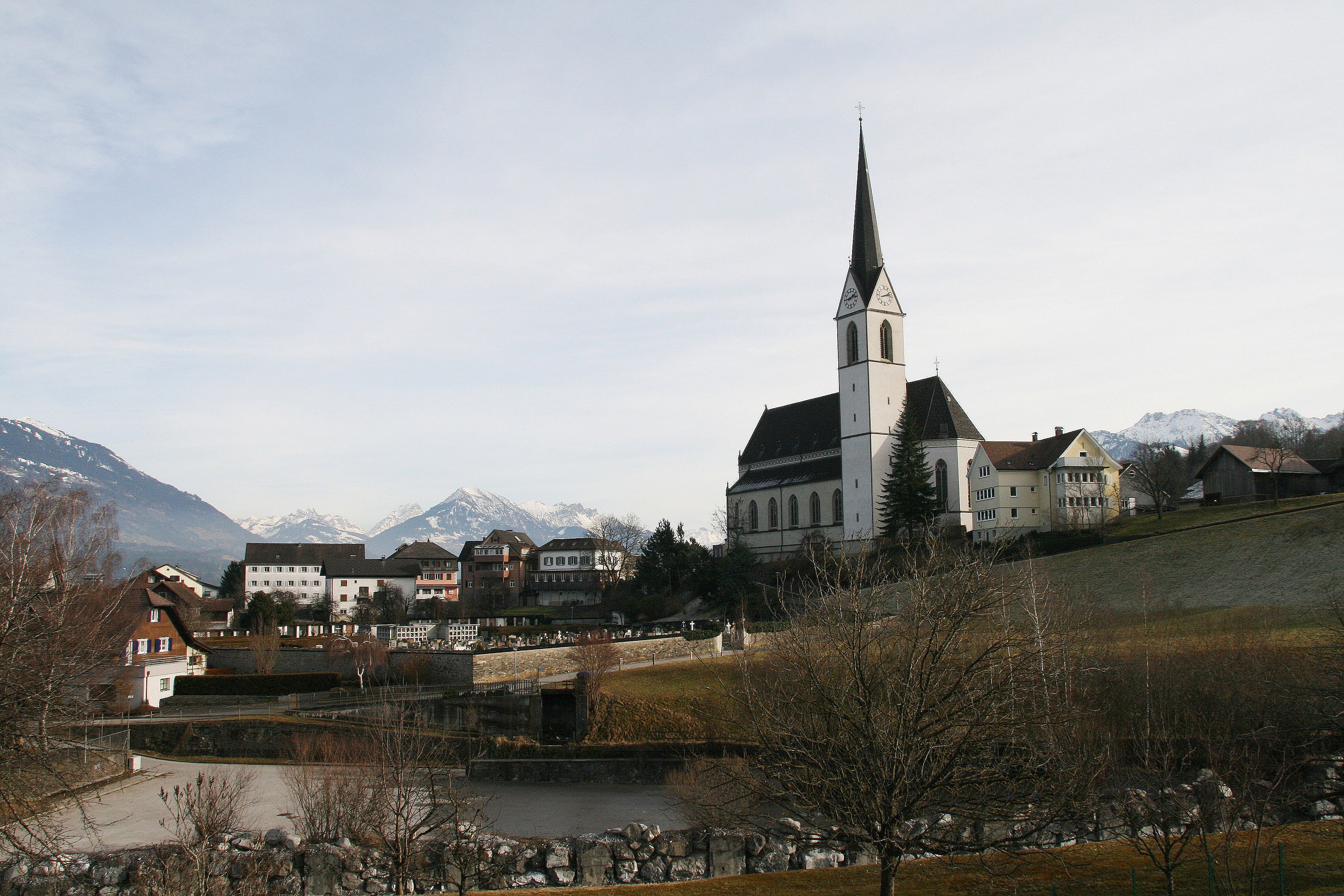

弗拉斯坦茨是奧地利的城鎮，位於該國西部，由福拉爾貝格州負責管轄，面積32.25平方公里，海拔高度510米，主要經濟活動是煙草業，2012年人口6,274。

## 外部連結
- Official Website （页面存档备份，存于）